# Quiinaceae
Quiinaceae es una familia neotropical de plantas de fanerógamas que consta de 50 especies en 4 géneros , distribuidas en América tropical, principalmente en la región amazónica. . El sistema APG III de clasificación de las plantas no la reconoce como una familia, e incluye estos géneros en la familia Ochnaceae.

## Descripción
Son árboles, arbustos o bejucos; plantas polígamas o dioicas. Hojas opuestas o verticiladas, simples o pinnaticompuestas, enteras o dentadas, pinnatinervias con numerosos nervios secundarios diminutos y paralelos, pecioladas; estípulas laterales o interpeciolares. Las inflorescencias en panículas o racimos, terminales o axilares; flores hipóginas y actinomorfas; sépalos 4–5; pétalos 4–8, usualmente alternos con los sépalos; estambres 15 a muchos, libres o connados en la base, anteras basifijas, ditecas, longitudinalmente dehiscentes; gineceo de 2–3 o 6–12 carpelos unidos y 1-loculares, estilos libres y lineares, óvulos 2 por lóculo, ascendentes y anátropos. Fruto abayado, carnoso, dehiscente al madurarse, con 1–4 semillas; semillas ovoides, tomentosas o glabras, embrión recto.

## Géneros
- Froesia
- Lacunaria
- Quiina
- Touroulia